# AbstrachujeTV
Abstrachuje TV – sieć kanałów YouTube (obsługiwane przez spółkę STUDI sp. z o.o.) zawierająca kanały o różnej tematyce. W 2016 grupa Abstrachuje założyła firmę Abstra sp. z o.o. (Obecnie STUDI Sp. z o.o.) W 2017 Bogusław Leśnodorski, Maciej Wandzel i Aleksander Wandzel wykupili część udziałów spółki, inwestując ok. 2–4 milionów złotych.

## Kanały aktywne

### Abstrachuje.TV
Internetowy kanał w serwisie YouTube prowadzony od 2012 roku przez Dawida Szczerskiego, Cezarego Jóźwika, Rafała Masnego (do 2021) i  Roberta Pasuta (do 2023). Należy do najbardziej popularnych polskich kanałów YouTube pod względem liczby subskrybentów. Filmy na kanale AbstrachujeTV przeważnie są zbiorem skeczy. Każdy odcinek ma inny temat, a niektóre odcinki to odcinki fabularne komediowe.
Bohaterowie gościli w programach Kuba Wojewódzki (2015), 20m2 (2013) oraz Lekko Nie Będzie (2018). W serwisie Player w 2016 roku prowadzili program „Abstrachuje Ustawka" – kulisy programu „Lip Sync Battle Ustawka”, również dostępnego w Playerze. Twórcy Abstrachuje.TV posiadają własną markę odzieżową AbstraWear oraz byli współwłaścicielami warszawskiego klubu nocnego Bal który został zamknięty w 2018 roku.

### Dla Pieniędzy
27 marca 2017 roku Abstra otworzyło kolejny kanał prowadzony tym razem przez Pawła Swinarskiego. Tematyka programu dotyczy ekonomii, finansów i gospodarki, a przede wszystkim pieniędzy. Od pewnego czasu zajmuje się również polityką i informacją.

### Masny Kanał
Jest to kanał vlogowy Rafała Masnego. Otwarty został 21 stycznia 2019 roku.

### AbstrachujePLUS
Na ten kanał wrzucane są materiały "zza kulis" tworzenia produkcji umieszczanych na głównym kanale. 

### Do Roboty
Kanał prowadzony przez Wojciecha Kaczmarczyka. Opowiada o różnorakich zawodach, w które wciela się prowadzący, pod koniec każdego odcinka prowadzący wrzuca do skarbonki pieniądze które zarobił podczas jednego dnia pracy. Otworzony został 17 sierpnia 2018 roku. 

### Jak TO robić?
Kanał edukacyjny dla osób początkujących i niezaznajomionych w tematyce seksualno-erotycznej.

## Kanały nieaktywne

### Beksy
16 października 2015 roku twórcy kanału stworzyli pierwszy dodatkowy program. Kanał Beksy prowadzą Adrianna Krysian i Marta Rentel  (wcześniej Aleksandra Nowak i Nadia Długosz), które występowały wcześniej w niektórych odcinkach AbstrachujeTV, zachowując ten sam wygląd – filmy są krótkimi lub dłuższymi skeczami. Kanał pozostaje nieaktywny od 2022 roku.

### Maksymalnie
Kanał otworzony 6 września 2018 roku. Prowadzony jest przez Maksyma Ziółkowskiego. Tematyką kanału są różnorakie wyzwania. Kanał pozostaje nieaktywny od 2022 roku.
Kanał po 1000 dniach aktywował się, zaś Maksymilian wykupił prawa do posiadania konta.

### Hajlajt
11 lutego 2015 roku powstał następny kanał ze spółki Abstra. Kanał Hajlajt dotyczy tematyki społecznej i zawiera różne zabawne zestawienia, wyzwania itp. W odcinkach występują członkowie głównego kanału, jak również przedstawiciele pozostałych projektów oraz znajomi youtuberów. Kanał pozostaje nieaktywny od 2021 roku.

### Nieprzygotowani: Nowe Pokolenie[dawniej: Nieprzygotowani]
Prowadzony przez Abstrachuje serial "Nieprzygotowani" (którego premiera miała miejsce 2 listopada 2016 roku) z cotygodniową premierą odcinka. Role w tym serialu młodzieżowym grają młodzi aktorzy amatorzy, a sami twórcy występują jako postacie epizodyczne, oglądalność odcinka oscyluje w okolicach 2 milionów.
20 września 2017 roku, ok. 3 tygodnie przed premierą 2. sezonu serialu odbyła się premiera filmu pełnometrażowego Nieprzygotowani: The Movie. Akcja dzieje się podczas wakacji między 1. a 2. klasą liceum, które główni bohaterowie spędzają nad morzem, przeżywając różne przygody. Obecnie kanał nazywa się "Nieprzygotowani: Nowe Pokolenie" ponieważ nastąpiła wymiana aktorów. Drugi sezon zakończył się w sierpniu 2019 roku, obecnie (marzec 2021) nie pojawiła się informacja o kontynuacji.

### To już jutro
Rafał Masny prowadził własny kanał technologiczny "To już jutro". Od 24 lipca 2018 roku cześć odcinków programu poprowadził Tomasz Zachara, po czym w lipcu 2018 został zawieszony. 28 kwietnia 2020 roku Rafał Masny ogłosił reaktywacje projektu, który zmienił nazwę na "To już dziś". Partnerem kanału został Bank BNP Paribas - program ponownie został zawieszony w styczniu 2021 roku.

### zRozum
19 grudnia 2017 roku twórcy poinformowali o rozpoczęciu nowej produkcji o nazwie LYKKE (później zmienionej na zRozum), dotyczący tematów związanych z psychologią, a więc - ludzkich zachowań, schematów, problemów współczesności. Kanał jest nieaktywny od września 2018 roku.

### Lepiej Masny niż Wcale
Kanał otworzony 13 września 2018 roku. Prowadzony był przez Rafała Masnego. Był kanałem sezonowym, opowiadał o przygodach prowadzącego w Azji. Od października 2018 roku nie jest aktywny.

### Kiedyś to Było
Kanał prowadzony był przez Mateusza Barana. Otworzony został 7 września 2018 roku. Tematyką kanału były lata 90. Kanał przestał być aktywny po publikacji trzech materiałów, 21 września 2018 roku.

### W Karolach Głównych
Kanał prowadzony jest przez Karola Jankiewicza i Karola Osentowskiego. Otworzony został 7 grudnia 2018 roku. Na kanale publikowane są krótkie skecze. Od marca 2019 roku pozostaje nieaktywny.

### Klara kontra świat
Kanał prowadzony był przez Marię Opas, grającą 20 letnią Klarę. Otworzony został 7 grudnia 2018 roku. Na kanale publikowane są krótkie skecze przedstawiające sytuacje z życia prowadzącej. Od maja 2019 roku pozostaje nieaktywny.